# Bromat de potassi
El bromat de potassi és un compost inorgànic del grup de les sals constituït per anions bromat {\displaystyle {\ce {BrO3-}}} i cations potassi {\displaystyle {\ce {K+}}} la qual fórmula química és {\displaystyle {\ce {KBrO3}}}.

## Preparació
El bromat de potassi es produeix passant el brom dins una solució d'hidròxid de potassi. A gran escala es fa servir un procés electrolític.
Alternativament, es fa com subproducte de la producció de bromur de potassi per absorció del brom que contenen els oceans.

## Ús en forneria
Malgrat que s'ha prohibit usar el bromat de potassi en alimentació en molts països, als Estats Units es fa servir com millorant de la (E number E924). Endureix la massa i permet que aquesta pugi més. També es pot usar el bromat de potassi, amb restriccions, en la malta d'ordi per a fer cervesa. És un oxidant molt poderós (E° = 1.5 volts comparable al permanganat de potassi).

## Reglamentació
El bromat de potassi està classificat dins la categoria carcinogen 2B (possiblement carcinogènic en els humans) per la International Agency for Research on Cancer (IARC).
El bromat de potassi ha estat prohibit en productes alimentaris en la Unió Europea, Argentina, Brasil, Canadà, Nigèria, Corea del Sud, Perú i alguns altres països com Sri Lanka el 2001 i a la Xina el 2005.